# Tröbigau
Tröbigau is een plaats in de Duitse gemeente Schmölln-Putzkau, deelstaat Saksen, en telt 300 inwoners.